# Lüttich–Bastogne–Lüttich Espoirs
Lüttich–Bastogne–Lüttich Espoirs oder Lüttich–Bastogne–Lüttich U23 ist ein belgisches Eintagesrennen im Straßenradsport.
Der Wettbewerb wurde ab 1986 zunächst als Amateurversion von Lüttich–Bastogne–Lüttich, einem Monument des Radsports, ausgetragen. Seit Einführung der Einheitslizenz im Jahr 1995 ist das Rennen Fahrern der Alterskategorie U23 vorbehalten und seit 2007 in der UCI-Kategorie 1.2U im Kalender der UCI Europe Tour.
Ähnlich wie bei Paris–Roubaix Espoirs findet das Rennen zeitlich nahe dem Monument ausgetragen.
Veranstalter ist der R.C. Pesant Club Liégeois.

## Palmarès
| Jahr                                  | Sieger                | Zweiter                         | Dritter                    |
| ------------------------------------- | --------------------- | ------------------------------- | -------------------------- |
| 1986                                  | Frans Maassen         | Yves Van Royen                  | Carlos Malfait             |
| 1987                                  | Stephan Räkers        | Peter De Clercq                 | Krist Brulez               |
| 1988                                  | Marcel Derix          | Rinus Ansems                    | Thierry Bock               |
| 1989                                  | Philippe Mathy        | Ronny Thomas                    | Patrick Philippaerts       |
| 1990                                  | Sandro Bottelberghe   | Fabrice Naessens                | Georges Wattiaux           |
| 1991                                  | Pierre Herinne        | Jan Boven                       | Léon van Bon               |
| 1992                                  | Laurent Eudeline      | Jan Boven                       | Stéphane Cueff             |
| 1993                                  | Marc Janssens         | Leith Sherwin                   | Léon van Bon               |
| 1994                                  | Franck Laurance       | Denis Francois                  | Stig Guldbæk               |
| 1995                                  | Raivis Belohvoščiks   | Caspar van der Meer             | Gert Vanderaerden          |
| 1996                                  | Raivis Belohvoščiks   | Kristof Trouvé                  | Kris Matthijs              |
| 1997                                  | Christian Poos        | Karsten Kroon                   | Ondřej Sosenka             |
| 1998                                  | Frédéric Drillaud     | Nicolas Fritsch                 | Gaël Moreau                |
| 1999                                  | Philippe Koehler      | Wesley Theunis                  | Charly Wegelius            |
| 2000                                  | Jurgen Van Goolen     | Wim Van Huffel                  | Gregory Faghel             |
| 2001                                  | Ruslan Hryschtschenko | Tom Boonen                      | Andrei Kaschetschkin       |
| 2002                                  | Christophe Kern       | Michail Wiktorowitsch Timoschin | Steven Caethoven           |
| 2003                                  | Johan Vansummeren     | Jurgen Van Den Broeck           | Pieter Weening             |
| 2004                                  | Branislau Samojlau    | Mads Christensen                | Laurent Arn                |
| 2005                                  | Martin Pedersen       | Anders Lund                     | Ruslan Sambris             |
| 2006                                  | Kai Reus              | Tom Stamsnijder                 | Dmitri Kosontschuk         |
| 2007                                  | Grega Bole            | Anthony Roux                    | Andrius Buividas           |
| 2008                                  | Jan Bakelants         | Romain Zingle                   | Jan Ghyselinck             |
| 2009                                  | Rasmus Guldhammer     | Romain Zingle                   | Dennis van Winden          |
| 2010                                  | Ramūnas Navardauskas  | Niki Østergaard                 | Sebastian Lander           |
| 2011                                  | Tosh Van der Sande    | Romain Bardet                   | Matthias Allegaert         |
| 2012                                  | Michael Valgren       | Ian Boswell                     | Joshua Berry               |
| 2013                                  | Michael Valgren       | Nathan Brown                    | Jasper Stuyven             |
| 2014                                  | Anthony Turgis        | Dylan Teuns                     | Tao Geoghegan Hart         |
| 2015                                  | Guillaume Martin      | Silvio Herklotz                 | Tao Geoghegan Hart         |
| 2016                                  | Logan Owen            | Pavel Sivakov                   | Ruben Guerreiro            |
| 2017                                  | Bjorg Lambrecht       | James Knox                      | Lucas Hamilton             |
| 2018                                  | João Almeida          | Andrea Bagioli                  | Alexys Brunel              |
| 2019                                  | Kevin Vermaerke       | Viktor Verschaeve               | Tobias Foss                |
| 2020 wegen COVID-19-Pandemie abgesagt |                       |                                 |                            |
| 2021                                  | Leo Hayter            | Rick Pluimers                   | Tobias Halland Johannessen |
| 2022                                  | Romain Grégoire       | Lennert Van Eetvelt             | Gwen Leclainche            |
| 2023                                  | Francesco Busatto     | Antoine Huby                    | Davide De Pretto           |
| 2024                                  | Joseph Blackmore      | Robin Orins                     | Jørgen Nordhagen           |
| 2025                                  | Jarno Widar           | Senna Remijn                    | Simone Gualdi              |